# سلمان کدیور
سلمان کدیور نویسنده ایرانی است. رمان پس از بیست سال نوشته او توانست در دوازدهمین دوره جایزه ادبی جلال آل‌احمد به عنوان اثر برگزیده در بخش رمان و داستان بلند انتخاب شود.  آیت الله خامنه‌ای رهبر انقلاب اسلامی درباره این کتاب گفت: «پس از بیست سال، یک عاشقانه‌ جذاب تاریخی قوی است که واقعا یک رمان خیلی خوب از کار درآمده است.» 

## جوایز
| سال  | جشنواره                                | بخش                | اثر                 | نتیجه   | منبع  |
| ---- | -------------------------------------- | ------------------ | ------------------- | ------- | ----- |
| ۱۳۹۸ | دوازدهمین دوره جایزه ادبی جلال آل احمد | رمان و داستان بلند | کتاب پس از بیست سال | برگزیده | [ ۷ ] |

## جنبش عدالتخواه دانشجویی
سلمان کدیور در خرداد ۱۳۹۳ پس از انتخابات داخلی جنبش عدالت‌خواه دانشجویی، به عنوان دبیر این اتحادیه دانشجویی انتخاب شد.

### ممنوعیت از فعالیت سیاسی
سلمان کدیور به همراه ۳ نفر از فعالین جنبش عدالتخواه دانشجویی در دی ۱۳۹۶ با رای دادگاه ۱۰۱ کیفری مجتمع قضایی شهید قدوسی، به سه ماه حبس تعزیری (دوسال معلق) و پنج سال ممنوعیت هرگونه فعالیت سیاسی، محکوم شدند.